# Santa Rita do Passa Quatro
Santa Rita do Passa Quatro este un oraș din statul São Paulo (SP), Brazilia.